# Cathédrale de Brasilia
La cathédrale métropolitaine Notre-Dame-de-l'Apparition de Brasilia (en portugais : Catedral Metropolitana Nossa Senhora Aparecida de Brasília) est une cathédrale catholique romaine consacrée à Notre-Dame d'Aparecida et située dans la capitale de la république fédérative du Brésil. Elle est l'œuvre de l'architecte Oscar Niemeyer et de l'ingénieur Joaquim Cardozo, spécialiste des structures en béton.
Cette structure hyperboloïde d'un diamètre de 70 m est obtenue par l'assemblage de 16 arcs de béton de 90 tonnes chacun. Elle représente deux mains se rejoignant en direction du ciel ou la couronne d'épines du Christ.
Son entrée souterraine est encadrée de quatre statues géantes représentant les Évangélistes ; Matthieu, Marc et Luc sur la gauche et Jean sur la droite. La cathédrale a été consacrée le 31 mai 1970.

## Galerie

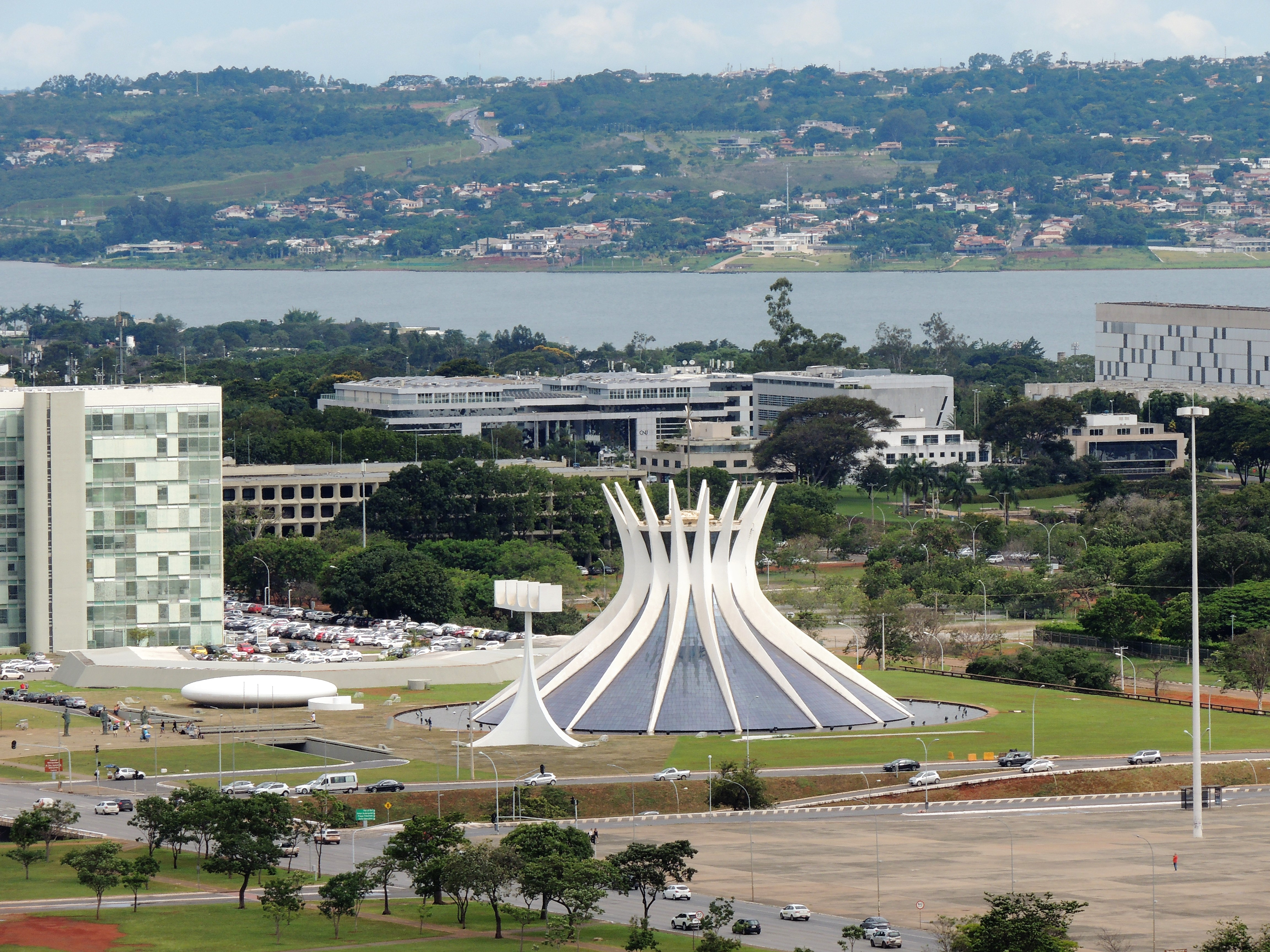
Vue générale.
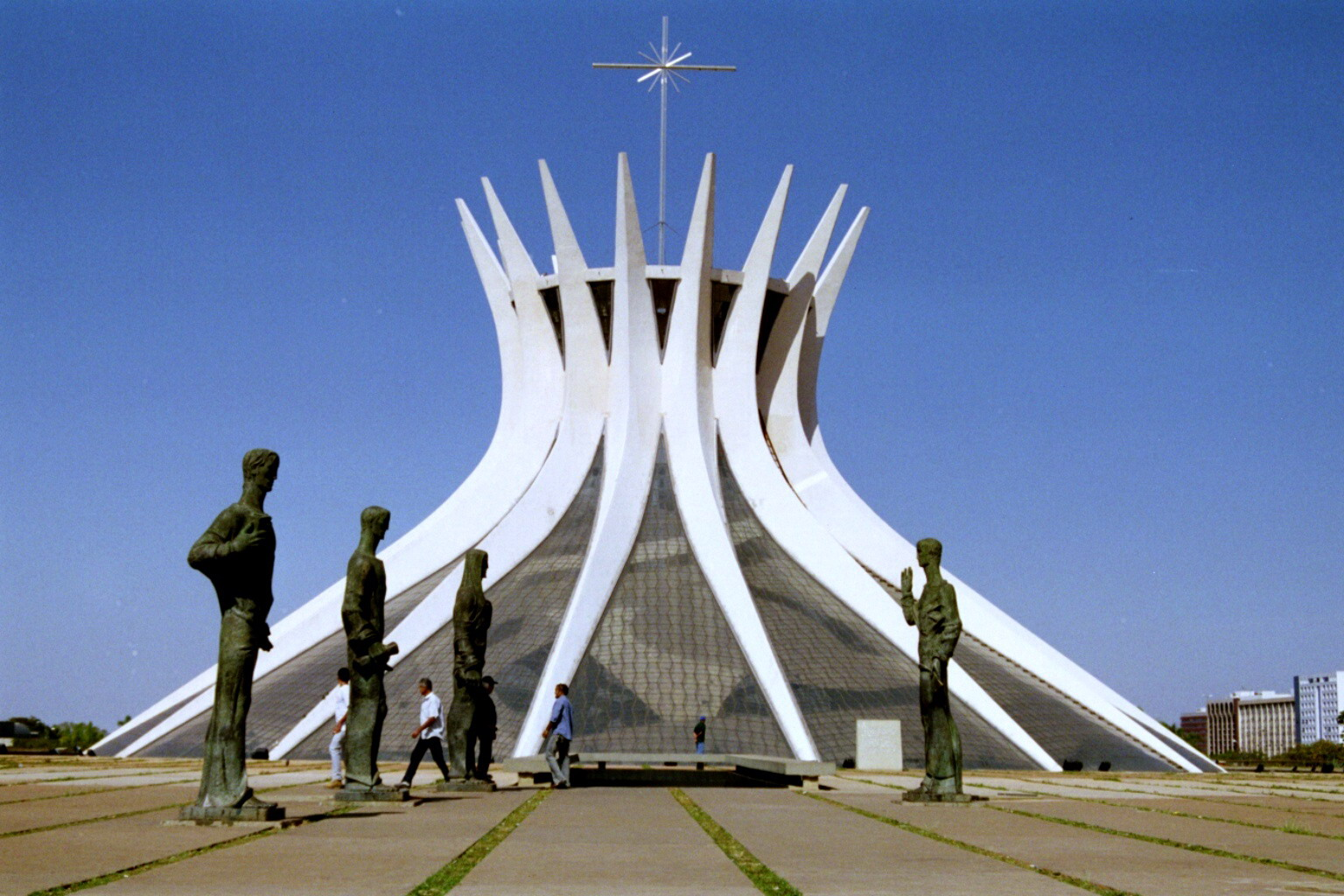
Statues des Évangélistes précédant l'entrée de la cathédrale.
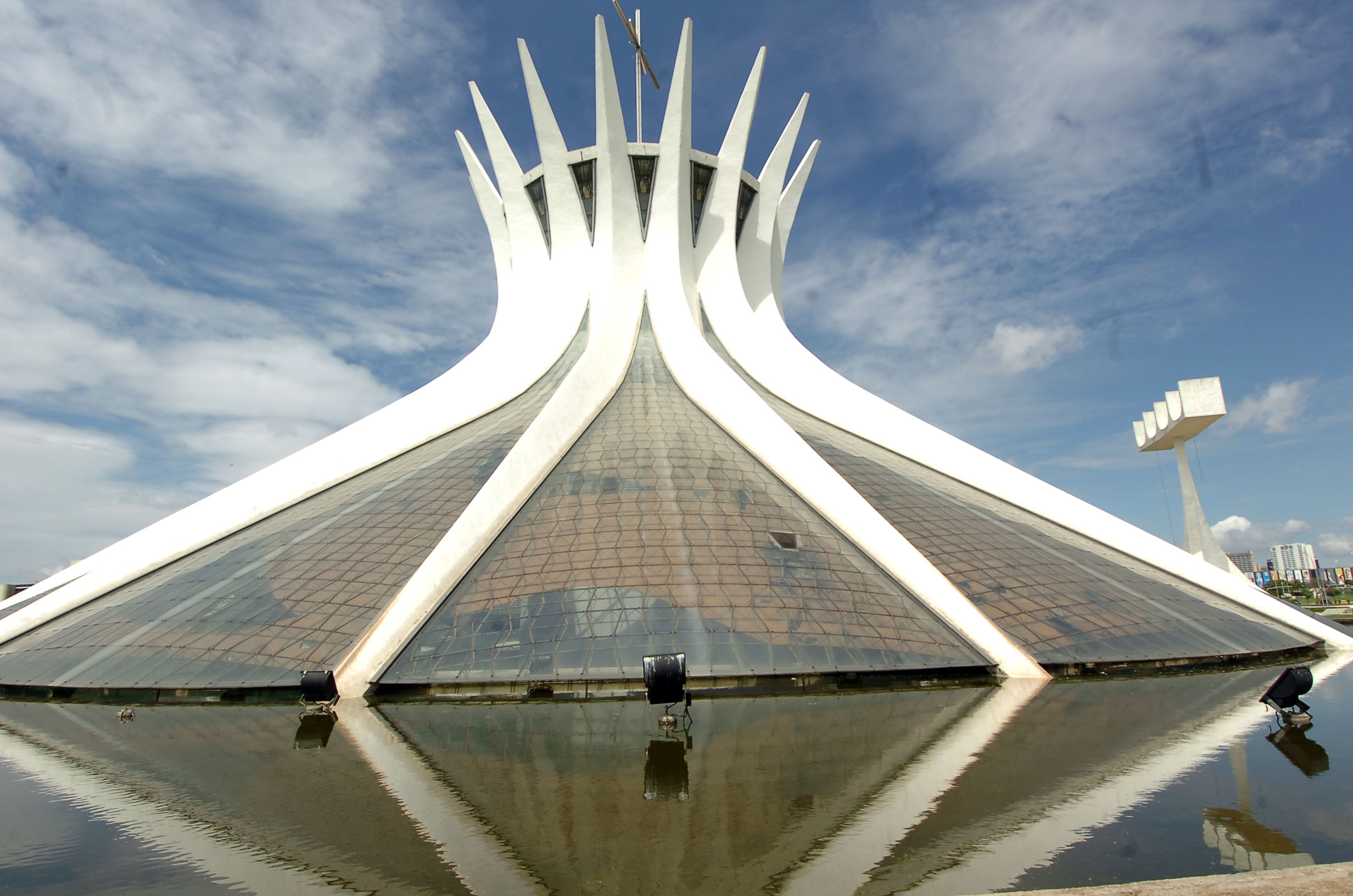
La cathédrale entourée d'un bassin d'eau.
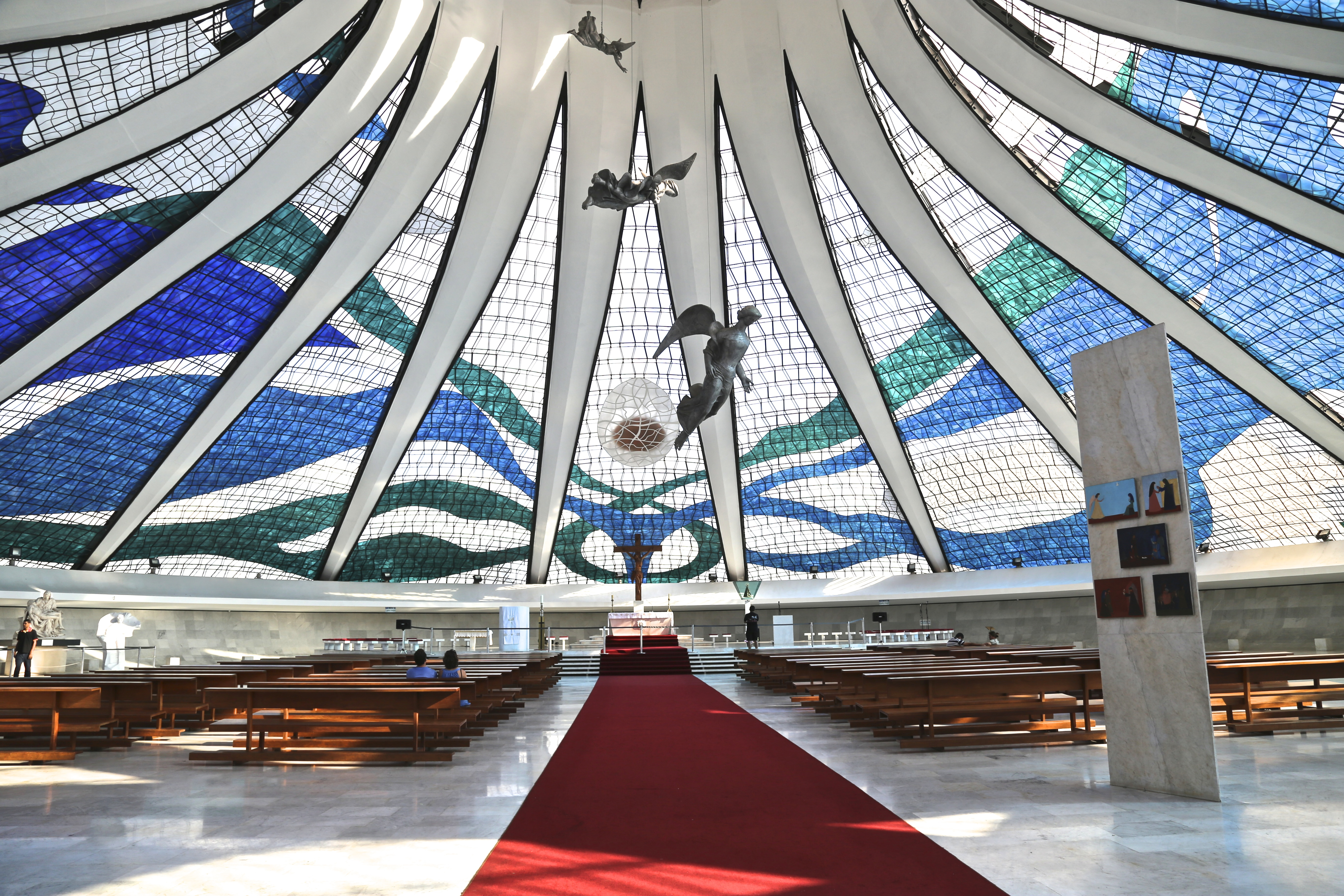
Intérieur, vue d'ensemble avec les trois anges suspendus.
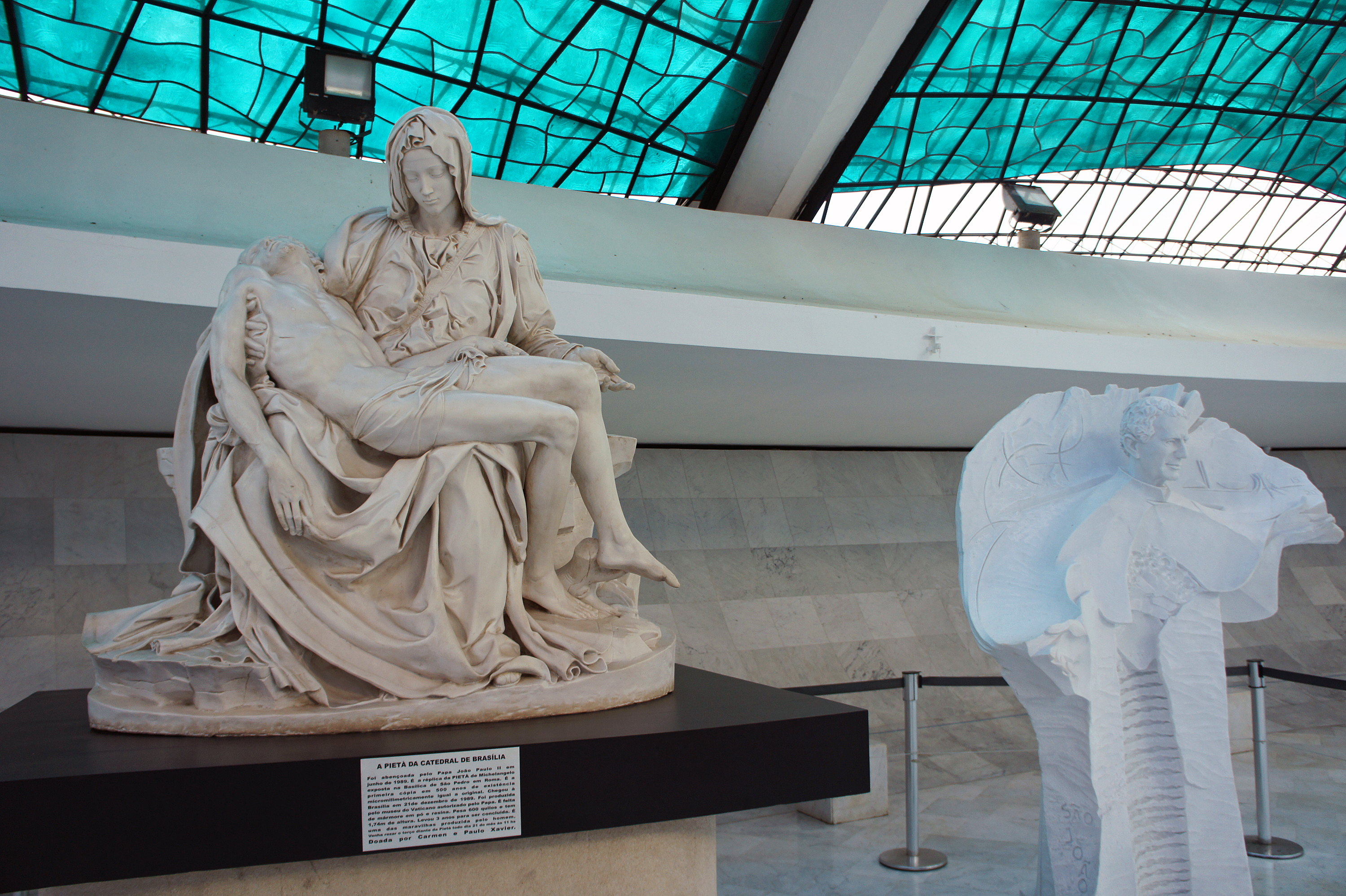
Pietà de la cathédrale avec une sculpture de saint Jean Bosco.
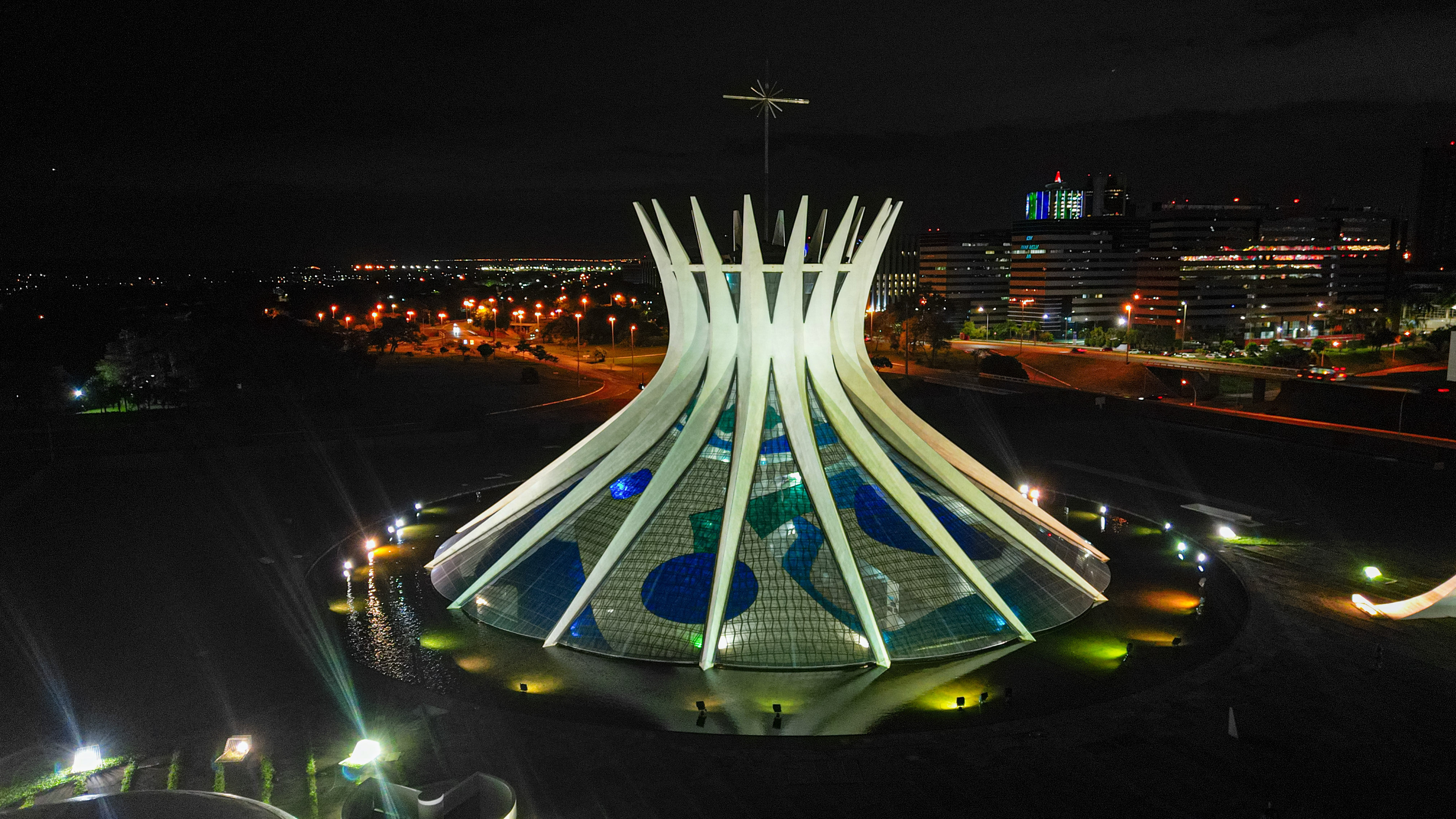
La cathédrale éclairée de nuit.